# Полицейский из Беверли-Хиллз 2
«Полицейский из Беверли-Хиллз 2» (англ. Beverly Hills Cop 2) — американский кинофильм с Эдди Мёрфи в главной роли. Продолжение подвигов по поимке преступников полицейского Акселя Фоули.

## Сюжет
Лимузин подъезжает к элитному ювелирному магазину Адрианы. Из него выходит высокая блондинка. Когда она идет к двери ювелирного магазина, она роняет сумочку. Когда охранник наклоняется, чтобы поднять её, высокая блондинка вытаскивает пистолет и приказывает ему идти впереди неё и открыть дверь. В первых дверях мужчина, сопровождающий высокую блондинку, отключает камеру наблюдения. Оказавшись внутри магазина, она приказывает всем замереть и «съесть пол». Её головорезы входят через заднюю дверь, разбивают витрину и упаковывают все драгоценности в черные сумки. Высокая блондинка рассчитала время ограбления, и когда время истекает, грабители обстреливают магазин и уходят через заднюю дверь. Высокая блондинка оставляет конверт с буквой «А» (для ювелирного магазина Адрианы) и розой на спине у менеджера магазина и быстро уходит.
Тем временем в Детройте Аксель Фоули (Эдди Мерфи), который под прикрытием выдает себя за покупателя по делу о мошенничестве с кредитными картами, приходит в закусочную для встречи с Винни (Роберт Пасторелли), чтобы купить 2000 пустых кредитных карт Gold American Express через 3 часа. Аксель прибывает в свой участок в Детройте, и ему звонит капитан полиции Беверли-Хиллз Эндрю Богомил (Ронни Кокс), который отменил поездку на рыбалку из-за того, что ему поручили новое дело. Прежде чем позвонить Акселю, он бегал по нефтяному месторождению в поисках улик, не подозревая, что за ним следят.
Вернувшись в участок Беверли-Хиллз, Богомил встречается со своими оставшимися людьми: детективом Билли Роузвудом (Джадж Рейнхолд) и сержантом Джоном Таггартом (Джон Эштон); оба занимаются делом о вымогательстве наедине, чтобы выяснить, кто стоит за «Алфавитными преступлениями», сериями ограблений элитных магазинов, отличающихся конвертами с монограммами и алфавитной последовательностью, которые налётчики оставляют на месте преступления. Ситуация осложняется новым «политическим» статусом полицейского управления Беверли-Хиллз, возглавляемого некомпетентным, эгоистичным и оскорбительным новым начальником полиции Гарольдом Лутцем (Аллен Гарфилд), который делает все возможное, чтобы остаться на хорошем счету у мэра Теда Игана (Роберт Риджли). В ярости, когда Роузвуд звонит в ФБР, чтобы помочь раскрыть дело, Лутц возлагает на Богомила ответственность как командира и отстраняет его от должности, несмотря на попытки Богомила убедить начальника, что Роузвуд следовал только догадке. Лутц также наказывает Таггарта и Роузвуда, переводя их в дорожную службу. По дороге домой Богомил видит ту брюнетку, стоящую у своего белого «Мерседеса» с поднятым капотом. Она говорит, что не знает, что случилось с её автомобилем. Когда Богомил наклоняется под капюшон, женщина вытаскивает конверт с буквой «Б» (для Богомила) и спрашивает Богомила, что он думает об этом, обращаясь к нему по имени. Богомил сразу же спрашивает её, кто она такая, но прежде чем он успевает получить ответ, подъезжает чёрная машина, и мужчина на пассажирском сиденье стреляет в Богомила, который падает на свою машину. Богомил пытается задержать женщину, стаскивая при этом с неё чёрный парик, и выясняется, что это высокая блондинка из ограбления ювелирного магазина. Затем таинственная женщина стреляет ему в плечо. Она и сообщники убегают с места происшествия.
Вернувшись в Детройт, Аксель ждет своего связного, чтобы принести кредитные карты. В ожидании он видит новостной репортаж, где сообщают, что Богомил выжил, но находится в критическом состоянии. Услышав о стрельбе, Аксель тайно отказывается от своих текущих обязанностей под прикрытием и немедленно едет в Беверли-Хиллз, чтобы помочь выяснить, кто стрелял в Богомила. Таггарт и Роузвуд очень рады помочь ему, хотя Таггарт поначалу сопротивляется. Аксель встречается с Таггартом и Роузвудом в больнице и договаривается о встрече в участке. Затем он идет утешать дочь Богомила Яну (Элис Адэр), также полицейскую. Найдя место для проживания, он встречается с Таггартом и Роузвудом в участке, чтобы взглянуть на улики. Таггарт видит, что Лутц направляется в их сторону, поэтому они убирают все улики. Аксель представляется ямайским экстрасенсом по имени Джонни Вишбоун. Пока Аксель уходит, Лутц делает выговор двум детективам и отправляет их в дорожную службу. Услышав, как Таггарт выражает беспокойство по поводу потери работы, Аксель убеждает их тайно заняться этим делом. Он вытаскивает гильзу, которую взял из улик, и Джон предлагает поговорить с Рассом Филдингом (Том Бауэр), владельцем оружейного клуба Беверли-Хиллз. Аксель оставляет друзей ждать в машине и встречается с Карлой Фрай (Бриджит Нильсен), той самой блондинкой, которая является помощником менеджера стрелкового клуба и главным силовиком Максвелла Дента (Юрген Прохнов), который тайно является вдохновителем Алфавитных Преступлений. Аксель встречает Расса и спрашивает его о корпусе пистолета, и Расс говорит ему, что снаряд принадлежит винтовке .308, которая была обрезана, чтобы соответствовать боеприпасам. В офисе оружейного клуба Карла подтверждает Денту, что снаряд, который есть у Акселя, принадлежит Рассу для Чарльза Кейна (Дин Стоквелл), менеджера оружейного клуба, принадлежащего Денту. Аксель возвращается к машине детективов и говорит им встретиться с ним у него дома. Он идет в дом Богомила и смотрит вырезки из новостей Богомила (одна реклама клуба 385 Север, а другая о падении цен на нефть). Яна чуть не убивает его, приняв за грабителя. Аксель просит её использовать свои связи, чтобы узнать побольше о финансовых операциях Дента.
Детективы приходят в дом Акселя, и все трое едут вместе в клуб 385 North, не зная, что за ними следят. Там они встречаются с Никосом Томополисом (Пол Гилфойл), крупнейшим торговцем оружием на Западном побережье, у которого есть договоренность о встрече с Дентом в пятницу в 18:00. Когда трое мужчин уходят, они попадают в засаду киллеров Дента. Завязывается перестрелка, и машина боевиков переворачивается, когда они пытаются убежать. Мужчины бегут к машине, чтобы задержать головорезов, но обнаруживают, что перевернутая машина пуста. Аксель находит коробок спичек и берет его кусочком ткани. Появляется полиция с Лутцем, который хочет знать, кто такой Аксель. Аксель изображает из себя агента ФБР под прикрытием, чтобы обмануть Лутца с помощью детектива Джеффри Фридмана (Пол Райзер), и поручает Лутцу позвонить инспектору Тодду (Гилберт Хилл) утром. Трио идет к Розвуду. Использовав токсичные пары суперклея на спичечном коробке, они обнаруживают отпечаток пальца. В участке мужчины просматривают отпечаток и обнаруживают, что он принадлежит Каину, которого Аксель ранее встретил в стрелковом клубе. Доказательства указывают на Каина как на «Алфавитного бандита», но Аксель сомневается, что Каин — это человек. Они врываются в оружейный клуб и в кабинете Каина находят блокнот с написанными на нем координатами. Они вводят координаты на участковом компьютере и получают адрес City Deposit, федерального резервного банка. Аксель заключает, что городской депозит является следующей целью, что делает его буквой «C» в «Алфавитных преступлениях». Пока мужчины мчатся к банку, головорезы Дента взрывают двери, грабя банк. Прибывают Аксель и Роузвуд и стреляют по сигналу тревоги, сокращая время, отведённое грабителям. Грабители убегают, но при этом теряют деньги. Трое мужчин следуют за грузовиком к особняку Playboy. Они притворяются чистильщиками бассейнов и замечают на вечеринке Дента, Карлу и Томополиса. Когда Аксель собирается заговорить с ними, появляется Хью Хефнер (в роли самого себя) и просит их всех уйти.
Находясь в машине, Аксель, ограбивший Дента, находит карточку финансового консультанта Дента, Сидни Бернстайна (Гилберт Готтфрид). Под предлогом стирания 25 неоплаченных штрафов за парковку Аксель обманом заставляет Сидни позволить ему использовать свой компьютер, чтобы «очистить их». Сидни готов отказаться от своего компьютера и выйти из своего офиса. Аксель находит билеты на самолёт до Коста-Рики для Дента и Карлы. Он звонит Яне, и она сообщает ему, что у Дента есть несколько предприятий, срок действия страховых полисов которых истек и они вот-вот обанкротятся, за исключением гоночной трассы Empyrean Fields (преступление «E»). С полученной информацией Аксель устанавливает связь между ограблениями и Дентом: Дент намеренно грабит свой собственный бизнес, чтобы за счёт страховки финансировать сделки с Томополисом, и использует Каина в качестве подставного лица для своих операций. Богомил чуть не погиб, потому что его расследование шло по правильному пути.
Спеша на ипподром, Аксель разгадывает последнюю загадку, отправленную в полицию, и понимает, что эта загадка была сделана легкоразрешимой, чтобы выставить Каина «Алфавитным бандитом» и отвести подозрения от самого Дента. Троица прибывает на ипподром, но не успевает предотвратить ограбление и находит лишь Каина, застреленного Карлой. В то время как Лутц публично объявляет, что Алфавитные преступления были раскрыты, Аксель замечает немного красной грязи в конюшнях, что приводит его, Таггарта и Розвуда к нефтяному месторождению Дента (преступление «D»), где Дент в данный момент заключает сделку по оружию с Томополисом. Детективы вступают в перестрелку с людьми Дента и Томополиса. Роузвуд уничтожает грузовик с оружием из гранатомёта, когда грузовик уезжает с места происшествия, а Аксель уничтожает другой грузовик гранатами. Разгневанный Дент противостоит Акселю внутри склада, но Фоули отвлекается на одного из приспешников злодея на крыше, и тот уходит. Дент пытается сбить Акселя на своей машине, но тот убивает его выстрелом через лобовое стекло, после чего машина падает с холма и загорается. Появляется Карла и собирается убить Акселя, но вовремя подоспевший Таггарт убивает её, дважды выстрелив в спину.
Прибывает полиция и арестовывает оставшихся головорезов Дента и Томополиса. Лутц и мэр Иган прибывают вместе с ними. Лутц в ярости кричит на Роузвуда и Таггарта за их неподчинение и приказывает арестовать Акселя. Однако Таггарт и Роузвуд противостоят разъярённому Лутцу и доказывают, что Дент был настоящим «Алфавитным бандитом», а остальные преступления банды были связаны со сделкой с оружием. Это также убеждает мэра Игана в некомпетентности Лутца, и того увольняют за оскорбительное отношение к своим людям и за попытки помешать расследованию. Он также увольняет ведомого Лутца детектива Биддла (Брайан О'Коннор).
Мэр Иган назначает Богомила вместо Лутца на пост нового начальника полиции. Аксель возвращается в Детройт, но только после того, как инспектор Тодд отчитывает его по телефону, после того как Иган позвонил Тодду, чтобы поздравить его с разрешением Акселю помочь им в этом деле.

## В ролях
- Эдди Мерфи — детектив Аксель Фоули
- Джадж Рейнхолд — детектив Уильям «Билли» Роузвуд
- Джон Эштон — детектив Джон Таггэрт
- Юрген Прохнов — Максвелл Дент
- Ронни Кокс — капитан Эндрю Богомил
- Бригитта Нильсен — Карла Фрай
- Аллен Гарфилд — Гарольд Лутц
- Дин Стоквелл — Чарльз «Чип» Кейн
- Пол Райзер — детектив Джеффри Фридман
- Томми Листер — Орвис
- Гилберт Готтфрид — Сидни Бернштейн

## Критика
Фильм получил неоднозначные отзывы критиков. На Rotten Tomatoes фильм имеет рейтинг «гнилых» 46 % на основе 39 обзоров со средней оценкой 5,1/10. Критический консенсус сайта гласит: «Эдди Мерфи по-прежнему привлекателен в роли остроумного Акселя Фоули, но „ Полицейский из Беверли-Хиллз 2“ не ведет его — или зрителя — куда-либо достаточно новое, чтобы оправдать продолжение». На Metacritic фильм получил 48 баллов из 100 по мнению 11 критиков, что указывает на «смешанные или средние отзывы». Зрители, опрошенные CinemaScore, поставили фильму среднюю оценку «A-» по шкале от A+ до F.
Дессон Хоу из Washington Post назвал его «продолжением, которое не хуже оригинала, если не лучше». Роджер Эберт поставил фильму одну звезду из четырёх и написал: «Что такое комедия? Я знаю, это довольно простой вопрос, но Полицейский из Беверли-Хиллз 2 никогда не думал его задавать». Джанет Маслин из The New York Times написала, что этот фильм является искусным клоном первого фильма, который не может сравниться с ним по новизне или волнению. Variety назвал его «шумным, ошеломляющим, лишенным воображения и бессердечным ремейком оригинального фильма». Шейла Бенсон из Лос-Анджелес Таймс писала: «Трудно поверить, что группа, придумавшая жесткие, четкие грани Лучшего стрелка, какой бы гладкой и бесчувственной она ни была, могла создать картину настолько грубую, запутанную, насколько деструкто-дербийский, как этот».
«Полицейский из Беверли-Хиллз 2» был, вероятно, самым успешным посредственным фильмом в истории, — сказал Мерфи. «Он собрал 250 миллионов долларов по всему миру, и это был неполный фильм. „Полицейский 2“ был в основном перефразировкой „Полицейского 1“, но он не был таким спонтанным и забавным [как оригинал]».